# مجلة الحج والعمرة
مجلة الحج والعمرة، هي دورية ثقافية متعددة، تصدرها وزارة الحج والعمرة السعودية، وتعد أولى المجلات الحكومية صدورا في عهد الملك عبد العزيز آل سعود.

## تاريخ المجلة
صدر العدد الأول من المجلة في 1/7/ 1366هـوهي مجلة شهرية تتولى إصدارها إدارة شؤون الحج، وكان يرأس تحريرها في أولى سنواتها الأستاذ هاشم زواوي ثم الشيخ محمد طاهر الكردي عام 1370هـ، وفي العام 1390هـ تغير اسمها من «الحج» إلى «التضامن الإسلامي»، قبل أن تعود إلى مسماها الأول في العام 1414هـ، وفي العام 1423هـ حملت المجلة اسمها الحالي «الحج والعمرة»، وهي تصدر، تحت إشراف وزير الحج والعمرة، باللغتين العربية والإنجليزية، وتوزع في أكثر من 90 دولة في العالم.

## مميزات المجلة
- تتميز المجلة بأبحاثها الإسلامية والتاريخية
- تهتم بنشر كل ما يتعلق بالحج والحجاج من أنظمة وتعليمات وأخبار وتوجيهات، وتصدرها الآن وزارة الحج، وقد عادت إلى إسمها السابق الحج، ثم أصبحت في الوقت الحالي باسم الحج والعمرة.[5]
- في موسم الحج تصدر المجلة بعدة لغاتٍ لهدف توعية الحجاج بتعاليم الحج، ونسكه، وشعائره، أيضاً تنشر المجلة كل ما يتعلق بشؤون الأراضي المقدسة اثناء الحج من كيفية اداء النسك، والمطوفين، والوكلاء، والنقل، والسفر.[6]

## انظر ايضاً
- الحج
- مجلة المنهل

## وصلات خارجية
- مجلة الحج عبر التاريخ.